# كارل فروليش
كارل فروليش (بالألمانية: Karl Fröhlich)‏ هو لاعب كرة قدم نمساوي، ولد في 15 أبريل 1944 في فيينا في النمسا. لعب مع أوستريا فيينا.

## مسيرته الكروية
لعب كارل فروليش خلال مسيرته الاحترافية مع نادِ واحدٍ في تسعة مواسم ولم يسجل خلالها أي هدف ضمن 213 مباراة. حيث فاز في موسمين بالكأس وفي موسمين بالدوري.
خاض كارل فروليش مسيرته مع نادي أوستريا فيينا في موسم 1963–64 ليلعب معه تسعة مواسم، مشاركًا في 213 مباراة ولم يسجل أي هدف.

## وصلات خارجية
- كارل فروليش على موقع قاعدة بيانات كرة القدم.إي يو (الإنجليزية)
- كارل فروليش على موقع ناشيونال فوتبول تيمز (الإنجليزية)
- كارل فروليش على موقع عالم كرة القدم.نت (الإنجليزية)